# Бинабинаине
Бинабинаине, или пинапинаине (со значением «стать женщиной» на гилбертском языке) — люди, которые идентифицируют себя как представители третьего пола на Кирибати и Тувалу, а ранее на островах Гилберта и Эллис, составляющих два архипелага. Это люди, чей пол при рождении определён как мужской, но которые воплощают женское гендерное поведение.
Этот термин пришёл из гилбертского языка и был заимствован языком тувалу; его можно использовать как существительное, глагол или наречие. Реже используемый термин на Тувалу — факафафине. Существует сходство между социальными ролями, которые бинабинаине разделяет с другими гендерными сообществами Тихого океана, включая самоанский фаафафине и тонганский факалеити.
По словам антрополога Гилберта Хердта, бинабинаине известны своими выступлениями (в основном танцами и пением) и способностью комментировать внешний вид и поведение гилбертских и тувалуанских мужчин. Хердт также писал, что некоторые жители Тувалу рассматривают бинабинаине как «заимствование» из Кирибати, откуда, как полагают, произошли другие «нежелательные» черты тувалуанской культуры, такие как колдовство», но эти идеи в основном распространяются протестантскими церквями, в частности Церковью Тувалу, произошедшей из Самоа, где также существует эквивалент бинабинаине. Он также рассказал, как в Фунафути молодые женщины часто дружат со старшими бинабинаине.